# Kraienkopp

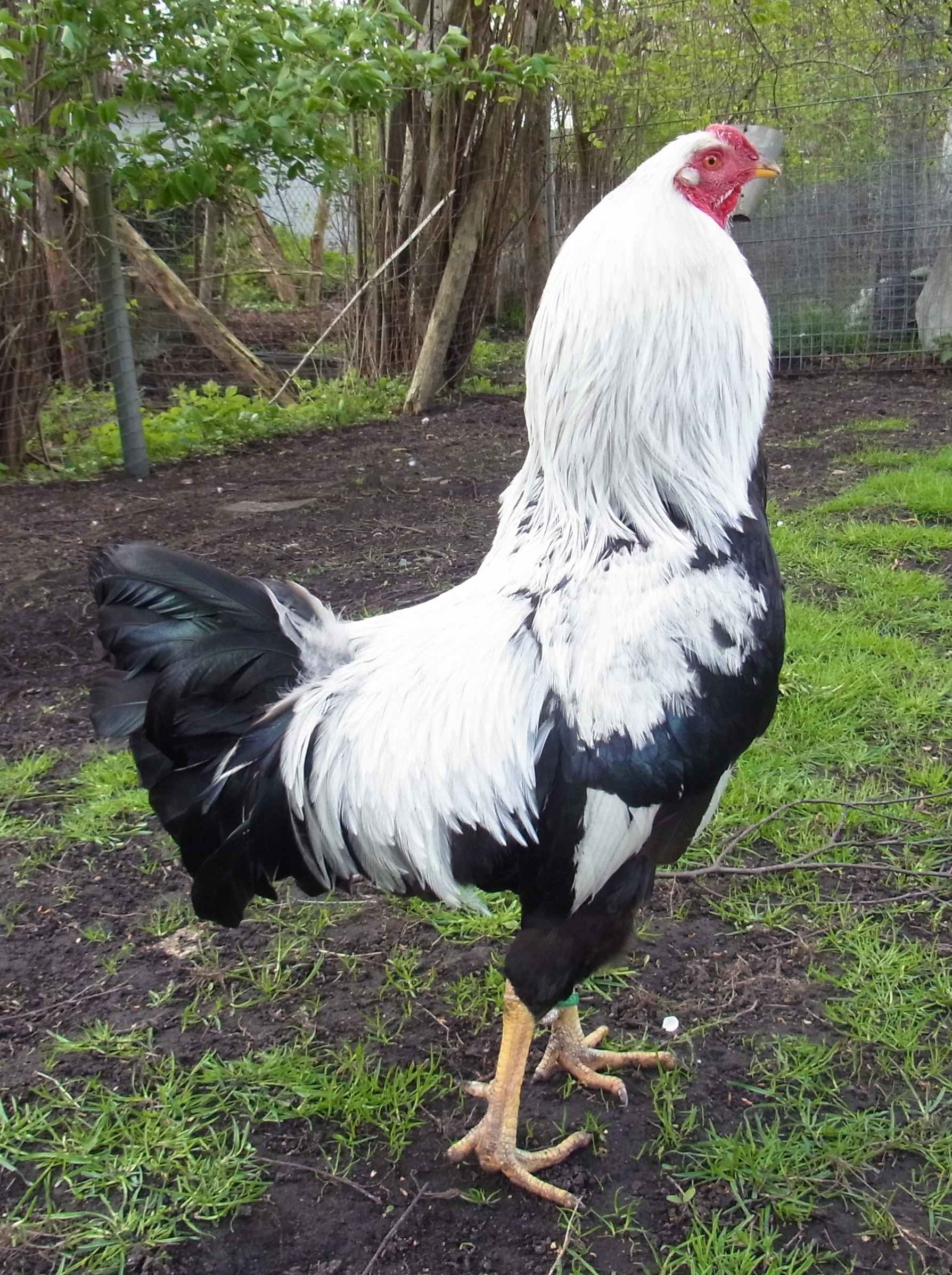
Gallo de la raza Kraienkopp "cuello de plata".

El  Kraienkopp es una raza de gallinas con características muy definidas. No es un gallo de pelea pero está relacionado con ellos. Se comporta como un híbrido de la raza Livorno y las razas de Bergische Landhühner  . También hay una variedad enana, el Kraienkopp enano.

## Historia de la raza y de la asociación de criadores.
Los inicios de la cría de esta raza se encuentra en la provincia holandesa de Twente. En torno a Enschede, Ahaus y el Bentheim, donde aún hoy en día se concentra la mayor parte de su producción, surgió esta raza a ambos lados de la Frontera. La reproducción fue impulsada en los Países Bajos y en particular por los hermanos Lazonder entre 1880 y 1890 . Presentaron esta variedad por primera vez en 1885. Se les dio el nombre de Twentse Grijze. En Alemania e esta denominación no tuvo éxito,  en este país se convirtió en Kraienköppe o Kraienköppe enano .
Las razas que sirvieron como punto de partida para la crianza del Kraienköppe fueron : el malayo, luchador belga, raza livorno y varias razas holandesas. 
En Alemania fue expuesta por primera vez en Hannover en el año 1925 en la feria " Deutschen Junggeflügelschau" . La nueva raza encontró el reconocimiento general a través de la asociación de criadores de aves y los animales fueron mostrados en todas las ferias de aves de Alemania. En 1926 se realizó la admisión de la raza en los estándares de aves de corral en Alemania. Posteriormente en 1932 , se fundó la asociación de criadores de Kraienköppe. Debido a la Segunda Guerra Mundial, la actividad de la asociación de casi se paralizó.
Después de la guerra, se reunieron el 28 de noviembre de 1948,  en el oeste de Alemania, en la feria " Landesgeflügelschau" de Düsseldorf y dieron nueva vida a la asociación . También en la República Democrática Alemana comenzó a organizarse. El 11 de diciembre de 1949, en la ciudad de Erfurt, la sociedad para la cría del Kraienkopp y la variedad enana fue puesta en marcha.
```
En 1990, al ocurrir la 
Reunificación
 de Alemania , también se unieron   las organizaciones de los criadores de aves de corral de raza. La cuidadores del Kraienkopp de los nuevos estados federados alemanes fundaron un grupo central y crearon un nuevo club.
```

En la Europaschau de 2012 en Leipzig estaban por primera vez el gran Kraienköppe en blanco "cuello de oro" con las plumas negras sustituidas por blancas (rotgesattelt) para su aprobación. Estos Animales recibieron una excelente evaluación por el comité federal de criadores y obtuvieron el reconocimiento en la primera presentación .

## Cualidades, longevidad y colorido.
Los Kraienköppe tienen una apariencia robusta con un rico plumaje en la cola y llamativa por su anchura. Especialmente los gallos tienen un abundante plumaje en su pronunciado cuello. Los rojos lóbulos de las orejas y las barbillas están poco desarrollados y la cresta se compone de una pequeña protuberancia en forma de fresa alargada. En las gallinas la cresta es plana y las barbillas son apenas visibles. Los animales aguantan muy bien el frío, tienen una buena producción de huevos e incluso en una fuerte helada la puesta es suficiente . Estas aves son muy resistentes y crecen bien. En Alemania, los tipos de colorido admitido en los Kraienköppe son denominados  silberhalsig, goldhalsig , orangehalsig, blaugoldhalsig y rotgesattelt.  Kraienköppe se considera una raza de aves de corral de bajo mantenimiento con muy buenos beneficios económicos. K
El peso estándar de un gallo es de 2,5 a 3 kg y las gallinas de 1,75 hasta 2,5 kg.La puesta en el primer año es de unos 200 Huevos. El peso mínimo de los huevos para incubar es de 55 g.
Kraienköppe es una raza con una difusión mucho más amplia que su zona de origen.